# Leptogaster stichosoma
Leptogaster stichosoma är en tvåvingeart som beskrevs av Emile Janssens 1957. Leptogaster stichosoma ingår i släktet Leptogaster och familjen rovflugor.
Artens utbredningsområde är Kongo. Inga underarter finns listade i Catalogue of Life.